# ユニディ
ユニディ（英: Unidy）は、アイリスプラザの社内カンパニーであるダイユニカンパニーが運営する日本のホームセンター。

## 概要
本部を千葉県松戸市牧の原2番地の38に置き、首都圏において、21店舗を運営している。もともと三井不動産の子会社だったが、2014年にアイリスオーヤマグループ入りした。なお、同社のスーパーマーケット（SM）部門は2002年にマルエツ（当時はダイエー系）へ事業譲渡し撤退している。
売上高は2022年時点で248億円、従業員数は2023年5月時点で1,298名（社員207名）。

## 沿革
- 1974年（昭和49年） - 千葉共同開発株式会社により1号店のユニディ幸町店オープン。
- 1976年（昭和51年）8月 - 三井不動産全額出資で「株式会社ユニリビング」設立。千葉共同開発から流通部門を譲り受ける。
- 2002年（平成14年）10月 - スーパーマーケット事業から撤退[2]。
- 2014年（平成26年）4月 - アイリスオーヤマの子会社であるアイリスプラザが全株式を取得し完全子会社化[3]。
- 2019年（令和元年）7月1日 - アイリスプラザがユニリビングを吸収合併し[4]、アイリスプラザの社内カンパニーとなる。

## 店舗

### 過去に存在した店舗
ホームセンター
- 幸町店
- 都賀店
- 行徳富浜店
- 千城台店
- 稲毛海岸店
- 君津店
- 川越店
- 永山店
- 甘沼店
- 綾瀬店
- ららぽーと横浜店
- 佐倉ガーデンセンター
- 越谷花田店（ホームセンター）現在はコメリ越谷花田店
- ユニ越谷花田店（カー用品）現在はジャパン越谷花田店→スギ薬局越谷花田店

スーパーマーケット
- ユニマート幸町店（現:マルエツ千葉幸町店）
- ユニマート美浜店（後に閉店）
- ユニマート行徳店（現:マルエツ行徳駅前店）
- ユニマートみどり台店
- ユニマート佃店
- リンコスベイタウン店
- リンコスリバーシティ店